# Sheryfa Luna

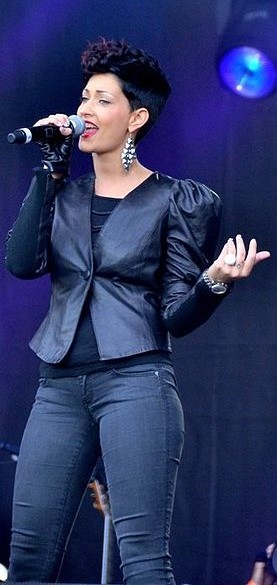
Sheryfa Luna 2011

Sheryfa Luna; eigentlich Chérifa Babouche (* 25. Januar 1989 in Évreux, Haute-Normandie) ist eine französische R&B- und Popsängerin algerisch-französischer Abstammung.

## Karriere
Sheryfa Luna gewann 2007 die vierte Ausgabe der französischen Popstars-Castingshow. Mit der ersten Veröffentlichung Quelque part kam sie sofort auf Platz 1 in Frankreich und war auch in den teilweise französischsprachigen Nachbarländern Belgien und Schweiz erfolgreich. Die Nachfolgesingle Il avait les mots übertraf den Erfolg sogar noch, sie war acht Wochen auf Platz 1 in Frankreich und kam auch in Belgien bis an die Spitze. Ihr Debütalbum Sheryfa Luna erreichte die französischen Top 3. 2009 nahm sie mit OneRepublic eine französische Version des Songs Say (All I Need) unter dem Titel Say (À L'infini) auf. 
Ein halbes Jahr nach ihrem Popstars-Gewinn wurde sie mit 19 Jahren im Februar 2008 Mutter.

## Diskografie

### Alben
| Jahr | Titel              | Höchstplatzierung, Gesamtwochen, AuszeichnungChartplatzierungen (Jahr, Titel, Platzierungen, Wochen, Auszeichnungen, Anmerkungen) | Höchstplatzierung, Gesamtwochen, AuszeichnungChartplatzierungen (Jahr, Titel, Platzierungen, Wochen, Auszeichnungen, Anmerkungen) | Höchstplatzierung, Gesamtwochen, AuszeichnungChartplatzierungen (Jahr, Titel, Platzierungen, Wochen, Auszeichnungen, Anmerkungen) | Anmerkungen                              |
| Jahr | Titel              | FR | BEW | CH | Anmerkungen                              |
| ---- | ------------------ | --- | --- | --- | ---------------------------------------- |
| 2007 | Sheryfa Luna       | FR3 Gold · (66 Wo.)FR | BEW9 (49 Wo.)BEW | CH48 (11 Wo.)CH | Erstveröffentlichung: 30. November 2007  |
| 2008 | Vénus              | FR15 ×2Doppelplatin · (33 Wo.)FR                                                                                                  | BEW29 (24 Wo.)BEW | — | Erstveröffentlichung: 1. Dezember 2008   |
| 2010 | Si tu me vois      | FR8 (18 Wo.)FR | BEW39 (5 Wo.)BEW | — | Erstveröffentlichung: 13. September 2010 |
| 2012 | Petite fée de soie | FR148 (1 Wo.)FR | BEW125 (1 Wo.)BEW | — | Erstveröffentlichung: 12. November 2012  |

### Singles
| Jahr | Titel Album                      | Höchstplatzierung, Gesamtwochen, AuszeichnungChartplatzierungen (Jahr, Titel, Album, Platzierungen, Wochen, Auszeichnungen, Anmerkungen) | Höchstplatzierung, Gesamtwochen, AuszeichnungChartplatzierungen (Jahr, Titel, Album, Platzierungen, Wochen, Auszeichnungen, Anmerkungen) | Höchstplatzierung, Gesamtwochen, AuszeichnungChartplatzierungen (Jahr, Titel, Album, Platzierungen, Wochen, Auszeichnungen, Anmerkungen) | Anmerkungen                                            |
| Jahr | Titel Album                      | FR | BEW | CH | Anmerkungen                                            |
| ---- | -------------------------------- | --- | --- | --- | ------------------------------------------------------ |
| 2007 | Quelque part Sheryfa Luna        | FR1 (35 Wo.)FR | BEW5 (19 Wo.)BEW | CH35 (11 Wo.)CH | Erstveröffentlichung: 4. November 2007                 |
| 2008 | Il avait les mots Sheryfa Luna   | FR1 (34 Wo.)FR | BEW1 (25 Wo.)BEW | CH29 (11 Wo.)CH | Erstveröffentlichung: 21. Januar 2008                  |
| 2008 | D’ici et d’ailleurs Sheryfa Luna | FR13 (27 Wo.)FR | BEW23 (5 Wo.)BEW | — | Erstveröffentlichung: 5. Mai 2008                      |
| 2008 | Comme avant Entre toi et moi     | FR3 (27 Wo.)FR | BEW6 (18 Wo.)BEW | CH67 (5 Wo.)CH | Erstveröffentlichung: 28. Juli 2008 mit Mathieu Edward |
| 2009 | Si tu n’étais plus là Vénus      | FR3 (23 Wo.)FR | BEW30 (5 Wo.)BEW | — | Erstveröffentlichung: 5. Januar 2009                   |
| 2009 | Ce qu’ils aiment Vénus           | FR6 (27 Wo.)FR | — | — |                                                        |
| 2009 | Je reviendrai Vénus              | FR10 (23 Wo.)FR | — | — |                                                        |

Weitere Singles
- 2009: Say (À L’infini)
- 2010: Tu me manques
- 2010: Yemma
- 2011: Viens avec moi
- 2012: M’envoler
- 2012: Le temps court
- 2013: Sensualité (mit Axel Tony)

### Gastbeiträge
| Jahr | Titel Album                                | Höchstplatzierung, Gesamtwochen, AuszeichnungChartplatzierungen (Jahr, Titel, Album, Platzierungen, Wochen, Auszeichnungen, Anmerkungen) | Höchstplatzierung, Gesamtwochen, AuszeichnungChartplatzierungen (Jahr, Titel, Album, Platzierungen, Wochen, Auszeichnungen, Anmerkungen) | Höchstplatzierung, Gesamtwochen, AuszeichnungChartplatzierungen (Jahr, Titel, Album, Platzierungen, Wochen, Auszeichnungen, Anmerkungen) | Anmerkungen                                                             |
| Jahr | Titel Album                                | FR | BEW | CH | Anmerkungen                                                             |
| ---- | ------------------------------------------ | --- | --- | --- | ----------------------------------------------------------------------- |
| 2011 | All Alone (Est-ce qu’un jour) Sheryfa Luna | FR36 (5 Wo.)FR | BEW35 (1 Wo.)BEW | — | Erstveröffentlichung: 21. März 2011 Quentin Mosimann feat. Sheryfa Luna |